# 島崎敏樹 (精神科医)
島崎 敏樹（しまざき としき、1912年11月8日 - 1975年3月17日）は、日本の医学者、精神科医。専門は精神病理学。東京医科歯科大学名誉教授。医学博士。
東京医科歯科大学医学部精神医学教室初代教授となり、日本における精神病理学の礎を築いた。西丸四方、村上仁らと共に、日本の精神病理学第一世代を代表する人物である。

## 来歴
- 1912年11月8日 - 東京に生まれる
- 1937年 - 東京帝国大学医学部卒業
- 1944年 - 東京医学歯学専門学校教授
- 1949年 - 「精神分裂病における人格の自律性の意識の障害」で医学博士（東京大学）[2]
- 1950年 - 東京医科歯科大学精神医学教室初代教授
- 1967年 - 東京医科歯科大学名誉教授[1]
- 1968年 - 成蹊大学教授
- 1972年 - 田中千代学園短期大学教授
- 1975年3月17日 - 逝去

## 人物

### 精神科医として
村上仁、西丸四方らと共に、日本の精神病理学第一世代を代表する人物である。精神医学の基礎領域である精神病理学を広く精神科臨床に根付かせるなど、日本の精神医学の発展に大きく貢献した。島崎は人間を「個々の症状の寄せ木細工としてでなく、人格の深みから孤立化していく人間像としてとらえなおそう」とする学風で知られており、主論文『精神分裂病における人格の自律性の意識の障碍』は日本における精神病理学の嚆矢となった。直弟子に宮本忠雄、小田晋、永田俊彦らが、孫弟子には市橋秀夫、井原裕らがいる。ファントム理論の安永浩、初期統合失調症の中安信夫など、後学に大きな影響を与えた。

### 文筆家として
島崎は象牙の塔から出て、アカデミズム外の人に語りかけた最初の精神医学者である。『心で見る世界』『感情の世界』『生きるとは何か』などの数々の著作は、精神医学、脳生理学、動物行動学などの広範な知見をもとに、独自の人間観を記したものである。島崎は心理学、精神医学の学識をふまえて人間を見つめ、アカデミズム外の人にもよく知られるようになった。その文章は高校教科書の現代国語や、大学入試センター試験にも採用されている。

### 家系
小説家島崎藤村の姪の息子であり、兄は精神病理学者の西丸四方、弟は登山家・文筆家の西丸震哉である。祖父の島崎秀雄家の養子となった。

## 受賞歴
- 1975年 - 瑞宝章（叙正四位、叙勲三等授）

## 著書

### 単著
- 『感情の世界』岩波新書、1952年
- 『病める人間像』大日本雄弁会講談社（ミリオン・ブックス）1957年 のち文庫
- 『心で見る世界』岩波新書、1960年 のち同時代ライブラリー
- 『心の眼に映る世界』社会思想研究会出版部、1961年
- 『心の風物誌』岩波新書、1963年
- 『現代人の心』中公新書、1965年
- 『幻想の現代』岩波新書、1966年
- 『心の辺境の旅』朝日新聞社、1966年
- 『孤独の世界』中公新書、1970年
- 『心の四季』読売新聞社、1970年
- 『人間世界への旅』毎日新聞社、1972年
- 『生きるとは何か』岩波新書、1974年
- 『人格の病』みすず書房、1976年

### 共編著
- 『精神医学最近の進歩』内村祐之,笠松章共編 医歯薬出版 1957年
- 『青春の自画像』串田孫一共著 学生社、1961年
- 『精神分裂病』猪瀬正、台弘共編 医学書院 1966年

### 翻訳
- ランゲ・アイヒバウム『天才 その矛盾と宿命』高橋義夫共訳 みすず書房 1953年
- アレクサンドル・バル『注意とその病態』宮本忠雄共訳 白水社 1957年
- アンリ・ピエロン『感覚』豊田三郎共訳 白水社・文庫クセジュ 1958年

## 論文
- 「人間的分化機能の喪失を来たした癲癇痙攣性脳損傷例」 『精神神経学雑誌』 第43巻 2号 1939年
- 「精神薄弱の病理解剖」 『精神神経学雑誌』 第47巻 1号 1943年
- 「ドイツとアメリカの人間観-精神病理学から」 『季刊・社会学』 第4号 1950年
- 「人格の病 第一部 - 第四部」 『思想』 第288号 1948年 - 第320号 1951年
- 「精神分裂病における人格の自律性の意識の障碍 (上下)」 『精神神経学雑誌』 第50巻 6号 1949年 - 第51巻 1号 1950年
- 「精神分裂病における感情移入の障碍」 『脳研究』 第4巻 1949年
- 「『人格』の精神病理」 『思想』 第376号 1955年
- 「現代美術と精神分析学」 『内村祐之教授還暦記念論文集』 1959年
- 「神経症の心理療法」 『総合臨床』 第11巻 1962年
- 共著 「幻覚研究の歴史的展望」 『精神医学』 第4巻 4号 - 5号 1962年
- 中根晃と共著 「幻覚」 『異常心理学講座 10. 精神病理学 4 』 みすず書房 1965年

## 関連人物
- 村上仁
- 西丸四方
- 西丸震哉
- 神谷美恵子
- 島薗安雄
- 宮本忠雄
- 小田晋
- 永田俊彦
- 市橋秀夫
- 井原裕